# Nguyễn Văn Hoá
Nguyễn Văn Hoá   (Kỳ Anh, 1995) és un ciutadà vietnamita de la província de Hà Tĩnh. Va ser detingut i acusat d'«abús de les llibertats democràtiques» en virtut de l'article 258 del Codi Penal vietnamita. Els seus càrrecs es van canviar posteriorment pels de "realitzar propaganda contra l'Estat", segons l'article 88 del Codi Penal vietnamita, abans de ser condemnat a set anys de presó.

## Activisme
Hoá ha participat activament en l'assistència a les famílies afectades pel desastre de la vida marina del Vietnam de 2016, causat per la planta siderúrgica de Formosa Ha Tinh l'abril de 2016. Va ajudar els pescadors afectats a buscar compensació i justícia mediambiental.
Col·laborador de Radio Free Asia, Hoá va presentar vídeos de les protestes en resposta al desastre. Va gravar vídeos de les protestes mediambientals amb un dron i els va publicar en diverses plataformes de xarxes socials.

## Detenció i condemna
Nguyễn Văn Hoá va ser detingut a Hà Tĩnh l'11 de gener de 2017. A Hoa se li va confiscar el seu equip, inclosos el seu telèfon mòbil i la seva cambra, mentre treballava en un encàrrec. Hoa va romandre incomunicat a la província de Ha Tinh. Les autoritats no van notificar a la seva família la seva detenció temporal fins al 23 de gener de 2017.
La detenció de Hoá havia format part d'una sèrie d'arrestos de diversos activistes per part de les autoritats vietnamites en els dies previs a l'Any Nou Vietnamita (conegut com Têt Nguyên Dán o simplement Têt). Entre ells estava Nguyễn Van Oai, expres de consciència, que va ser detingut en virtut de l'article 257 del Codi Penal vietnamita.
Posteriorment, Hoá va ser condemnat a set anys de presó en un judici d'un dia de durada, acusat en virtut de l'article 88 del Codi Penal vietnamita de «realitzar propaganda contra l'Estat».

## Reaccions internacionals
Shawn Crispin, representant principal del Comitè per a la Protecció dels Periodistes al Sud-est asiàtic, va declarar que «el Vietnam ha de deixar de tractar als periodistes com a criminals i Nguyễn Văn Hoá ha de ser alliberat immediatament, i sense càrrecs».
Brad Adams, director per a Àsia d'Human Rights Watch, va condemnar la detenció i va declarar que «els donants i socis comercials internacionals del Vietnam han de dir al govern en veu alta i clara que reavaluaran les seves relacions si continua ficant en la presó a crítics pacífics».
El cas de Hoá també va ser esmentat per diputats del parlament australià, entre ells Chris Hayes, que «s'ha compromès a condemnar públicament les flagrants violacions dels drets humans», i la doctora Anne Aly, que va qualificar les detencions d'«extremadament preocupants i un acte d'assetjament i intimidació».
Amb motiu del Dia Mundial de la Llibertat de Premsa, més de 25 grups internacionals digitals i de drets humans van publicar una declaració el 3 de maig de 2017 sobre la detenció de Nguyễn Văn Hoá. La declaració deia: «Amb els creixents desafiaments socials i mediambientals, el govern del Vietnam hauria d'acollir la transparència i el diàleg pacífic. Reprimir als periodistes ciutadans no sols és una violació dels drets humans, sinó també un gran impediment per a les aspiracions del Vietnam de convertir-se en un centre de tecnologia i innovació».
El parlament de la Unió Europea va aprovar una proposta de resolució sobre la llibertat d'expressió al Vietnam, amb un notable esment al cas de Nguyễn Văn Hoá el desembre de 2017.